# 劉行格
劉行格（1980年—），台灣歌手，出生於高雄市，成長於台北市，畢業於國立台北藝術大學戲劇系。
名字按照家族族譜排列，因爺爺希望長孫女能行「格物致知」之意，親朋好友都稱之乳名為「格格」。
嗓音渾厚高亢，駐唱足跡遍布北、中、南三地。
於2009年7月參加三立電視與台視合辦之歌唱選秀節目—《超級偶像》第三屆踢館挑戰賽。同年11月，參加《超級偶像》第四屆，成為本屆第十名。
2011年7月，前往深圳參加2011中國音樂金鐘獎 流行音樂大賽，獲得全國女子組銀獎。

## 音樂作品
2012年，與郭富城一同演唱音樂電影《菊皇茶語》同名廣告曲。

2012年，中國電視劇《風和日麗》主題曲「記憶」。

2012年，小蟲老師量身打造財團法人流浪動物之家基金會與新北市政府宣導公益廣告歌曲「My Best Friend」。

2012年，小蟲老師製作中國大型武俠電視劇《天涯明月刀》插曲「莫非」。

2013年，中國都市情感電視劇《幸福滿滿》片尾曲「日記」(與李龍合唱)。

2014年，台灣偶像劇《鋼鐵之心》插曲「你離開的時候」詞曲創作及演唱發行。

2015年，民視電視台「星座愛情牡羊女」插曲「夢遊」詞曲創作。

2015香港國際旅展ITEHK台灣館邀請活動代表歌手。

2015Lez's meeting女人國「仲夏夜之戀世紀婚禮」受邀擔任婚禮歌手祝福獻唱。

## 戲劇作品
2012年，愛樂劇工廠流行音樂歌舞劇《夢想大飯店Dream Hotel》擔綱女主角千金女一角。

2013年，參與演出台灣懸疑偶像劇《謊言遊戲》，中視於2014年10月5日首播。飾演新聞台記者劉行格。

2014年，參與演出台灣偶像劇《鋼鐵之心》，中視於2015年1月4日首播。飾演Tina。

2015年，參與演出台灣偶像劇《星座愛情水瓶女》，民視於2015年8月30日首播。飾演蕭經理。

2017年，參與演出台灣偶像劇《實習醫師鬥格》，民視於2017年9月14日首播，飾演李育玲

## 比賽經歷
- 中廣海闊天空校園歌唱大賽第二名
- 中廣流行之星歌唱比賽優勝
- 好樂迪好樂之星歌唱比賽優勝
- 93 eModel（页面存档备份，存于）「夏日潛力新秀選拔賽 Summer Star」歌唱組第二名
- 96 北投禪園音樂餐廳歌唱大賽第一名
- 97 好事聯播網歌唱大賽 第二名
- 99 超級偶像第四屆第十強
- 100 2011第八屆中國音樂金鐘獎流行音樂大賽全國女子組銀獎

### 超級偶像第三屆
| 首播日期   | 節目主題                     | 演唱歌曲   | 原唱     | 得分                   |
| 2009-07-18 | 高手壓境浴血奮戰(10強決定賽) | 櫻花紛飛時 | 中島美嘉 | 41.7平手 ( PK 陳怡帆 ) |

### 超級偶像第四屆
| 首播日期   | 節目主題                            | 演唱歌曲               | 原唱          | 得分                 |
| 2009-11-28 | 前進超4最後戰役(30強資格賽IV)       | 遺憾                   | 許美靜        | 過關                 |
| 2009-12-05 | 19人大逃殺 (30強決定賽 上)          | 征服                   | 那英          | 5:0勝 ( PK 陳韋霖 )  |
| 2009-12-19 | 男女捉對廝殺 (30取26強淘汰賽 上)    | 純情青春夢             | 潘越雲        | 41.5敗 ( PK 趙太祥 ) |
| 2010-01-02 | 亦敵亦友誰要走 (26取24強淘汰賽)     | 談情說愛               | 鄭秀文 葉蒨文 | 41.3(與陶妍妏合唱)   |
| 2010-01-09 | 你唱好歌我下載 (24取22強淘汰賽)     | 是否                   | 蘇芮          | 41.8                 |
| 2010-01-16 | Cosplay角色扮演 (22取21強淘汰賽)    | Glamorous Sky 魅惑天空 | 中島美嘉      | 41.8                 |
| 2010-01-23 | 男歌女唱．女歌男唱 (21取20強淘汰賽) | 壞人                   | 方炯鑌        | 41.6                 |
| 2010-01-30 | 我用魅力迷惑你 (20取19強淘汰賽)     | 一生愛你千百回         | 梅豔芳        | 41.8                 |
| 2010-02-06 | 挑戰學長姐高標 (19取18強淘汰賽)     | Love is over逝去的愛   | 歐陽菲菲      | 42.0                 |
| 2010-02-20 | 活動演出歌曲 (18取17強淘汰賽)       | 愛你一萬年             | 伍佰          | 42.0                 |
| 2010-02-27 | 刻骨銘心的愛 (17取16強淘汰賽)       | 陪我看日出             | 蔡淳佳        | 42.1                 |
| 2010-03-06 | 學長姐助我拚高分 (16取15強淘汰賽)   | 酒矸倘賣嘸             | 蘇芮          | 41.5(與林宗興合唱)   |
| 2010-03-13 | 戰友相殘誰離開 (15取14強淘汰賽)     | PS.我愛你              | A-Lin         | 41.8敗 ( PK 曾昱嘉 ) |
| 2010-03-20 | 新古典音樂會 (14取13強淘汰賽)       | 月圓花好               | 周璇          | 41.9勝 ( PK 藍毅恆 ) |
| 2010-03-27 | 舞動肢體大突破 (13取12強淘汰賽)     | 長藤掛銅鈴             | 梅豔芳        | 41.8                 |
| 2010-04-03 | 徹底宣洩給你聽 (12取11強淘汰賽)     | 海洋                   | 陳建年        | 41.3                 |
| 2010-04-10 | 不能說的秘密 (11取10強淘汰賽)       | 一個人的事             | 那英          | 42.6                 |
| 2010-04-17 | 十強吸睛大改造 (個人演唱會爭奪戰)   | 沒那麼簡單             | 黃小琥        | 42.4                 |
| 2010-04-24 | 熱力四射PK賽 (10取9強淘汰賽)        | Mamma Mia              | 張惠妹        | 42.1敗 ( PK 胡振寰 ) |
| 2010-05-01 | 情感滿分PK賽 (九強決定賽)           | 傻孩子                 | 閻韋伶        | 42.7敗 ( PK 金實基 ) |